# Байёль
Байёль (фр. Bailleul, нидерл. Belle) — коммуна во Франции, регион О-де-Франс, департамент Нор, центр одноименного кантона. Расположена в 26 км к северу-западу от Лилля и в 3 км от границы с Бельгией, в 3 км от автомагистрали А25. В южной части коммуна находится железнодорожная станция Байёль линии Лилль-Кале.
Население (2017) — 14 769 человек.

## История
Существуют две версии происхождения Байёля; по одной из них поселение было основано белгами в период, приблизительно соответствующий завоеванию Юлием Цезарем Галлии. По другой, основателем города является вождь германского племени хаттов по имени Беллем, в честь которого оно и было названо. В 420 году франки сожгли Байёль, и он оставался безлюдным на протяжении двух столетий, пока в 621 году по приказу короля Дагоберта I территория фландрского леса не была очищена от зверей и стала вновь пригодной для проживания людей.
В IX веке граф Бодуэн I Фландрский построил в Байёле замок, который оказался достаточно мощным, чтобы выдержать несколько атак норманнов, но в 882 году все же был взят и разрушен. Подписанный в 912 году договор между королём Карлом II и норманнами принес в регион мир и позволил восстановить замок.
Город неоднократно страдал от пожаров; последний крупный пожар произошел в 1861 году, и в результате него выгорел почти весь город, в том числе все его основные здания — мэрия, церковь, около 500 домов, пивоваренные заводы и т. д. После этого жители города перестали покрывать крыши своих домов соломой, перейдя на шифер или черепицу.

## Достопримечательности
- Готическое здание бывшей юридической палаты Фландрии в бытность её французской провинции с беффруа. Беффруа, построенное по проекту архитектора Луи Мари Кордоннье, имеет 35 колоколов, проигрывающие традиционные французские мотивы. Беффруа включено в список всемирного наследия ЮНЕСКО в составе группы беффруа Бельгии и Северной Франции. В здании в настоящее время располагается мэрия города.
- Художественный музей Бенуа-де Пюид, в котором выставлена коллекция картин, мебели, предметов, декоративно-прикладного искусства, скульптуры, керамики.
- Церковь Святого Ведаста, построенная в 1935 году по проекту Луи Мария Кордоннье в романо-византийском стиле.
- Муниципальная библиотека Даниэль и Франсуа Миттеран.
- Город выбран местом действия нескольких фильмов Брюно Дюмона.

## Экономика
Структура занятости населения:
- сельское хозяйство — 2,5 %
- промышленность — 10,9 %
- строительство — 6,7 %
- торговля, транспорт и сфера услуг — 36,5 %
- государственные и муниципальные службы — 43,4 %

Уровень безработицы (2017) — 13,1 % (Франция в целом — 13,4 %, департамент Нор — 17,6 %). 

Среднегодовой доход на 1 человека, евро (2017) — 21 340 (Франция в целом — 21 110, департамент Нор — 19 490).

## Демография
Динамика численности населения, чел.

## Администрация
Пост мэра Байёля с 2020 года занимает Антони Готье (Antony Gautier). На муниципальных выборах 2020 года возглавляемый им независимый список одержал победу во 2-м туре, получив 50,30 % голосов.
| Период | Период | Фамилия      | Партия                  | Примечания                                                                                |
| ------ | ------ | ------------ | ----------------------- | ----------------------------------------------------------------------------------------- |
| 1953   | 1977   | Жозеф Легран |                         |                                                                                           |
| 1977   | 2006   | Жан Делобель | Социалистическая партия | профессор колледжа, член Генерального совета департамента, депутат Национального собрания |
| 2006   | 2014   | Мишель Гийэн | Социалистическая партия | государственный служащий, член Генерального совета департамента                           |
| 2014   | 2020   | Марк Денёш   |                         | врач                                                                                      |
| 2020   |        | Антони Готье |                         | преподаватель математики, футбольной арбитр международной категории                       |

## Города-побратимы
- Изегем, Бельгия
- Верне, Германия
- Кириц, Германия
- Валч, Польша
- Хоик, Шотландия

## Галерея

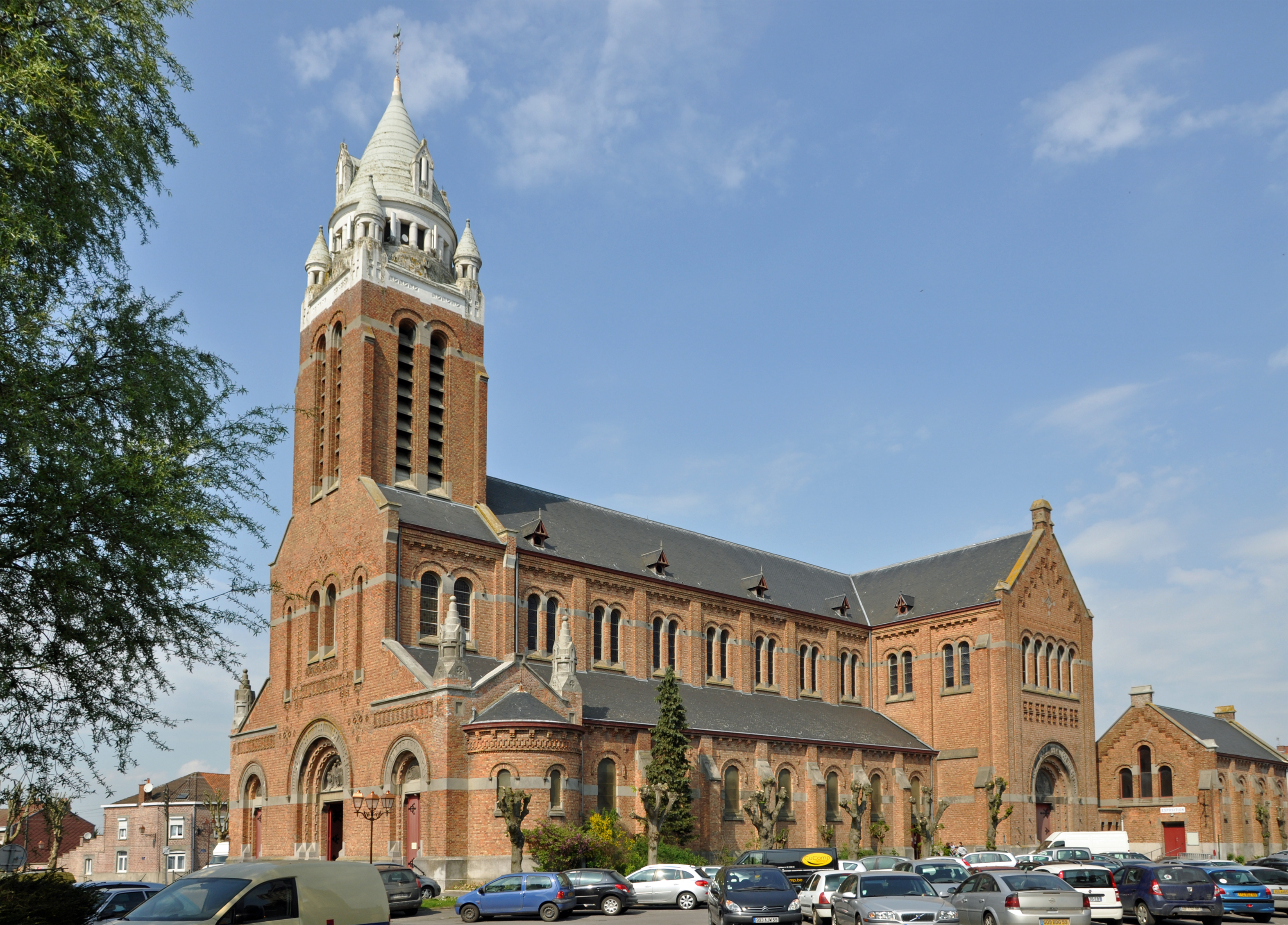
Церковь Святого Ведаста
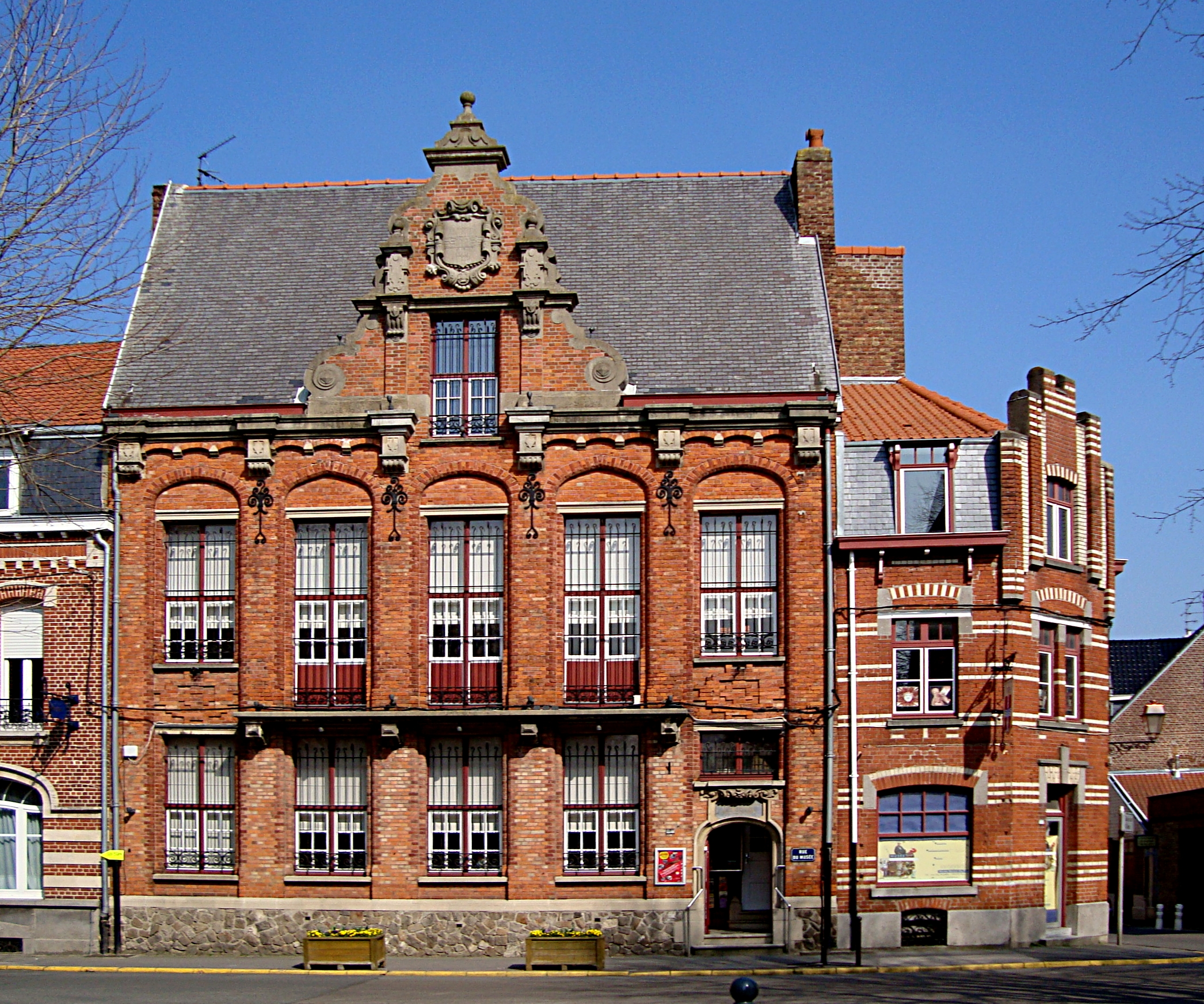
Музей
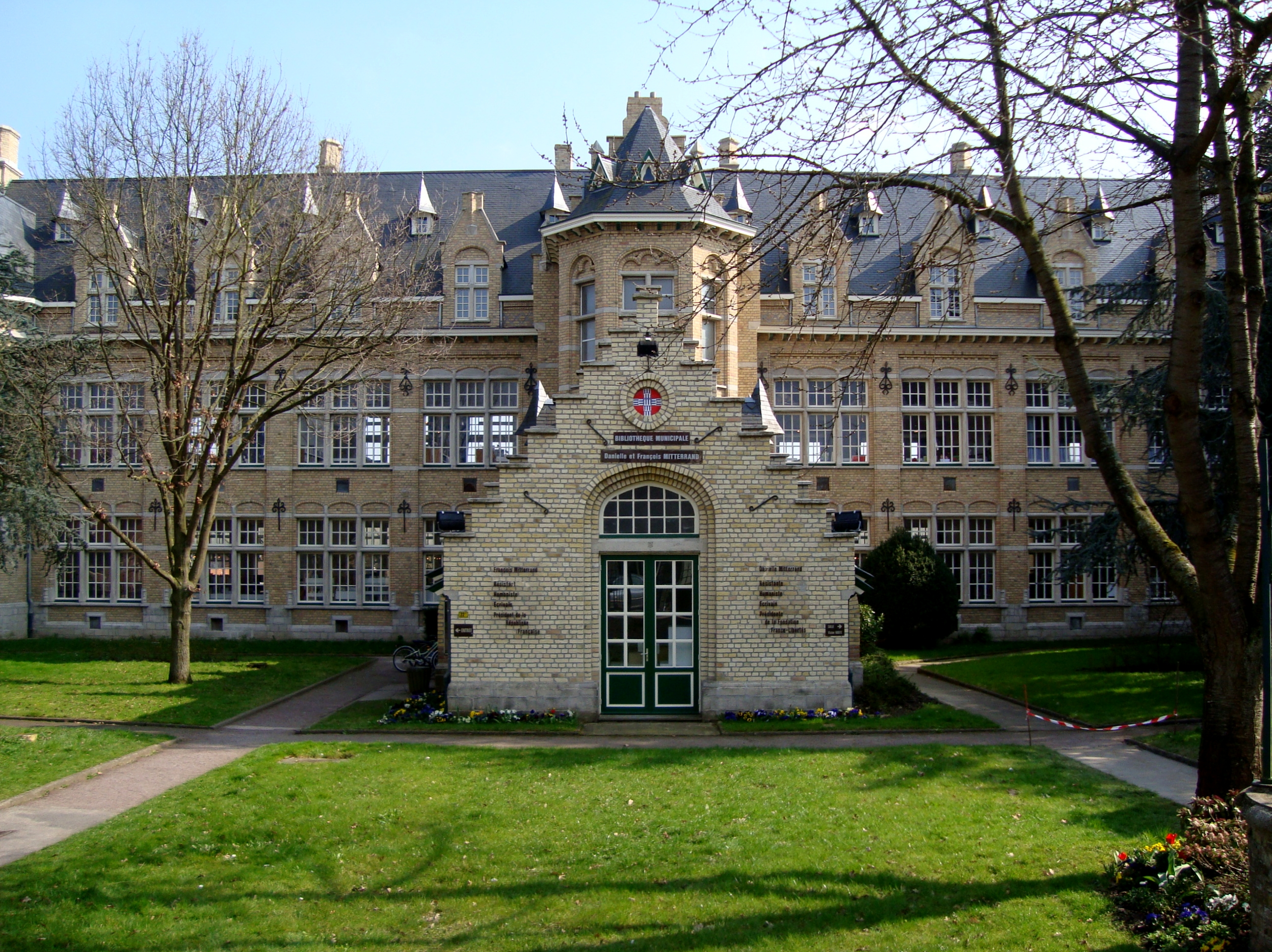
Библиотека Даниэль и Франсуа Миттеран
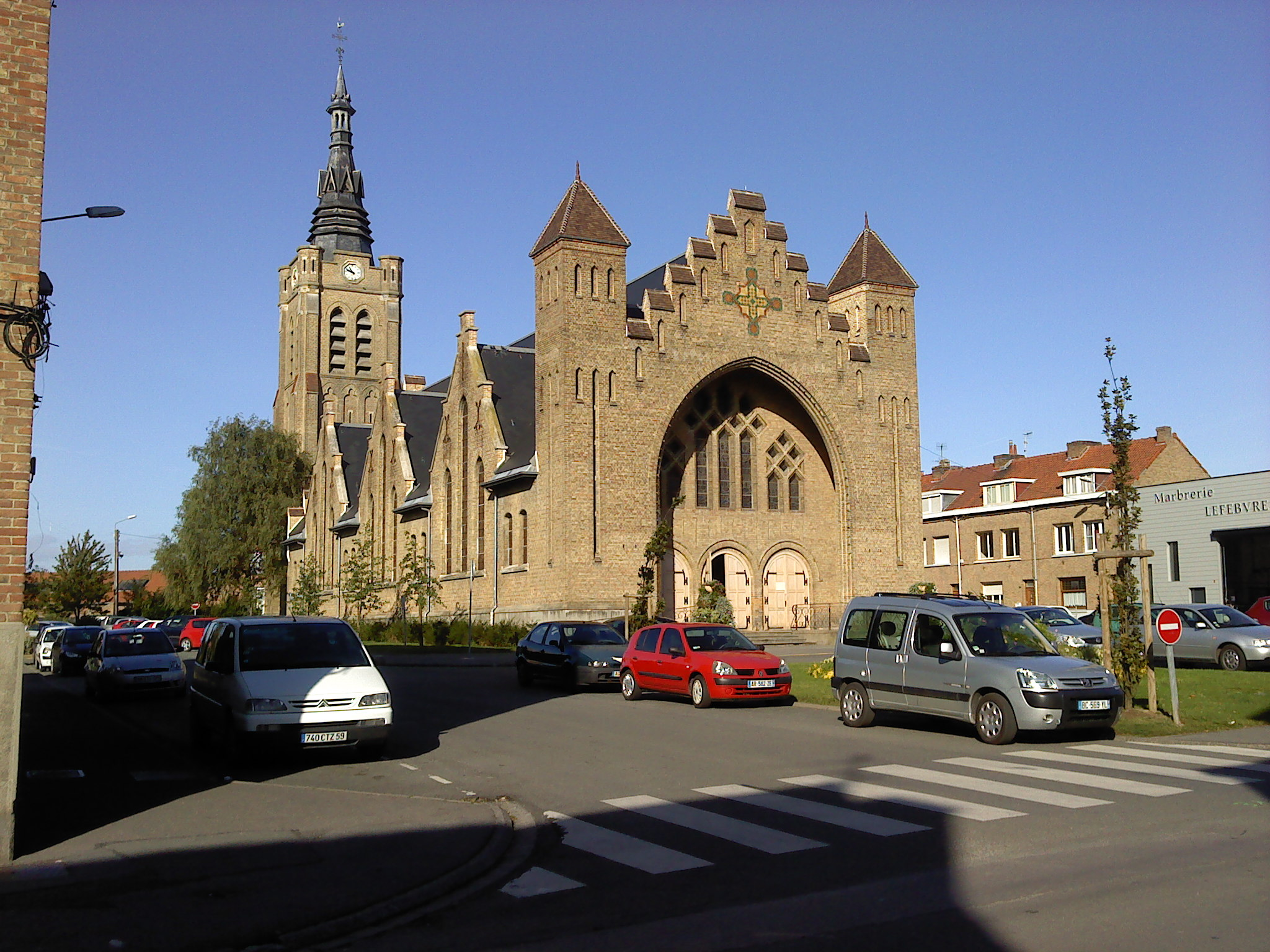
Церковь Святого Армана

1. 1 2  база данных о французских коммунах — Национальный географический институт Франции, 2015.